# Сенкар
Сенкар (Pararge aegeria) је дневни лептир из породице шаренаца (Nymphalidae).

## Изглед
Не постоји опасност да ћете га побркати са неким другим лептиром који живи у нашим крајевима. Распон крила је 40–42 mm.

## Распрострањење
Живи свуда у Европи изузев на најудаљенијим острвима, а има га малтене свуда и у Србији.

## Биологија
Може се наћи у свим шумама или на њиховим рубовима. Никада га нећете видети ван шумске сенке, а највише борави на влажним и заклоњеним местима у листопадним шумама. Одрасле јединке лете од марта до октобра, у три генерације. Гусенице се хране разним травама.

## Галерија
- женка
- женка одоздо
- глава женке
- длачице на крилима

## External links
- schmetterling- raupe de
- Fauna Europaea
- "Pararge Hübner, [1819]" at Markku Savela's Lepidoptera and Some Other Life Forms
- Pararge aegeria - Satyrinae of the Western Palearctic
- Page of Captain's European Butterfly Guide Архивирано на веб-сајту  (21. септембар 2016)